# Papperskorgstaxon
Papperskorgstaxon (engelska: wastebasket taxon) är ett informellt namn på en typ av taxon inom biologisk systematik. Begreppet används för arter och andra taxa som saknar bevisat släktskap med varandra, men som inte kan inordnas någon annanstans och som inte anses tillräckligt betydelsefulla för att ges egna taxa.